# اشلینگ بی
اشلینگ کیلونا اوسالیوان (به انگلیسی: Aisling Clíodhnadh O'Sullivan) (زاده ۱۶ مارس ۱۹۸۴) معروف به اشلینگ بی (به انگلیسی: Aisling Bea)، کمدین، بازیگر و نویسنده ایرلندی است.

## اوایل زندگی و تحصیلات
بی در کلدر ایرلند به دنیا آمد. پدرش، برایان، یک دامپزشک اسب بود که وقتی بی سه ساله بود به دلیل خودکشی جان خود را از دست داد. تا ۱۳ سالگی به او گفته نشد که پدرش چگونه مرده‌است. او نام هنری «بی» را به عنوان ادای احترام به پدرش انتخاب کرد و آن را از شکل کوتاه نام او گرفته بود. بی و خواهر کوچکترش، شینید، توسط مادرشان، هلن (موسوم به مولونی)، معلم دبیرستانی که قبلاً مربی اسب سواری و چابک‌سوار حرفه ای بود، بزرگ شدند. خانواده او شیفته اسب‌ها و جلسات مسابقه بودند. در جوانی، بی به عنوان راهنمای تور در اِستاد ملی ایرلند کار می‌کرد، اما از کودکی می‌دانست که علاقه ای به صنعت اسب دوانی ندارد و در عوض عاشق اجرا است. عمه بزرگ او نمایشنامه نویس و لیام اوفلاین موسیقیدان یک دوست خانوادگی بود.